# Хуго IV Коклес фон Верденберг
Хуго IV Коклес фон Верденберг (на немски: Hugo IV. Cocles, Graf von Werdenberg; * 1305 или 1308; †
1328 или 16 август 1329 или 16 октомври 1334) от род Верденберги е граф на Верденберг и Хайлигенберг.
Той е големият син (от 12 деца) на граф Хуго II фон Верденберг-Хайлигенберг († 1305/1309) и съпругата му графиня Еуфемия фон Ортенбург († 1316), дъщеря на граф Фридрих I фон Ортенбург († 1304) и Аделхайд фон Тирол-Гьорц († 1291).
Баща му е тясно свързан с херцог и крал Албрехт I. Хуго IV Коклес, както по-макият му брат Албрехт I фон Верденберг-Хайлигенберг († ок. 1364/1365) и братовчедите му от Сарганс, служи на австрийските херцози и е на страната на крал Фридрих Красивия.

## Фамилия
Хуго IV Коклес фон Верденберг се жени пр. пр. 1 април 1320 г. за Анна фон Вилденберг († 11 октомври 1334), дъщеря на Хайнрих фон Вилденберг († 1302/1319) и Берта фон Кирхберг († 1319), дъщеря на граф Хартман VI фон Бранденбург († сл. 1298) и съпругата му фон Зулц. Бракът е бездетен.